# Héber Roberto Lopes
Héber Roberto Lopes (Londrina, 13 de julho de 1972) é um árbitro de futebol brasileiro. Atua pela Federação Catarinense de Futebol (FCF).

## Carreira
Formado em Educação Física, iniciou na arbitragem pela Federação Paranaense de Futebol (FPF) até novembro de 2012, quando transferiu-se para Federação Catarinense de Futebol (FCF).
Em julho de 2015, na partida entre Fluminense e Cruzeiro pelo Brasileirão, tornou-se o primeiro árbitro a passar a marca de 296 jogos arbitrados no Campeonato Brasileiro da série A.

### Fifa
Em 2002, foi adicionado ao quadro de árbitros da FIFA, passando a atuar em jogos internacionais. Em 2017, quando completou 45 anos de idade, perdeu o status de arbitro FIFA, conforme regra interna da própria federação internacional.